# Abbotsford (Kanada)
Abbotsford – miasto w południowo-zachodniej Kanadzie, w prowincji Kolumbia Brytyjska, w dystrykcie regionalnym Fraser Valley, 3 km od granicy z USA. Około 130 tys. mieszkańców (2006). Pod względem zaludnienia zajmuje 5. miejsce w prowincji i 37 w Kanadzie.
Liczba mieszkańców Abbotsford wynosi 123 864. Język angielski jest językiem ojczystym dla 66,3%, francuski dla 1,0% mieszkańców (2006).
W mieście rozwinął się przemysł spożywczy, materiałów budowlanych, chemiczny, tartaczny oraz metalowy.

## Sport
- Abbotsford Heat – klub hokejowy